# Mostra de Venise 1959

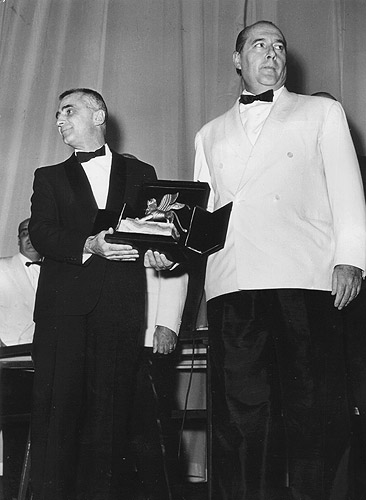
Mario Monicelli et Roberto Rossellini au festival de 1959

La Mostra de Venise 1959 s'est déroulée du 24 août au 7 septembre 1959.

## Jury
- Luigi Chiarini (président, Italie), Georges Altman (France), Sergej Bondarcuk (URSS), Ralph Forte (É.-U.), Luis Gómez Mesa (Espagne), Ernst Kruger (RFA), Roger Maxwell (Grande-Bretagne), Vinicio Marinucci (Italie), Dario Zanelli (Italie).

## Palmarès
- Lion d'or pour le meilleur film : Le Général Della Rovere (Il generale Della Rovere) de Roberto Rossellini et La Grande Guerre (La Grande guerra) de Mario Monicelli
- Coupe Volpi pour la meilleure interprétation masculine : James Stewart pour Autopsie d'un meurtre (Anatomy of a Murder) de Otto Preminger

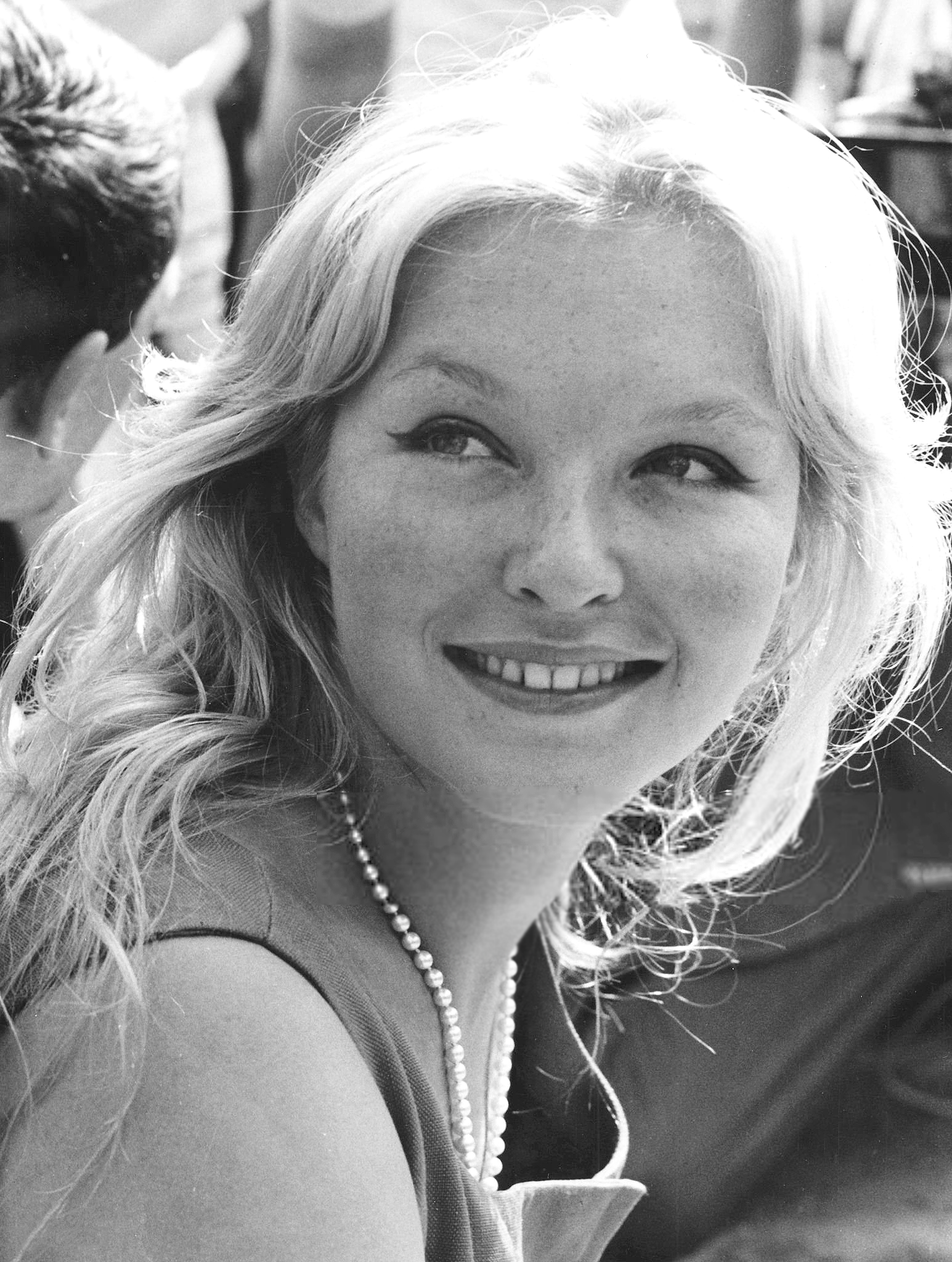
Marina Vlady, en août 1959 à la vingtième Mostra.

- Coupe Volpi pour la meilleure interprétation féminine : Madeleine Robinson pour À double tour de Claude Chabrol